# Haplochromis engystoma
Haplochromis engystoma är en fiskart som beskrevs av Trewavas, 1933. Haplochromis engystoma ingår i släktet Haplochromis och familjen Cichlidae. Inga underarter finns listade i Catalogue of Life.